# Крапивенский район
Крапи́венский район — административно-территориальная единица в составе Тульской губернии, Московской и Тульской областей РСФСР, существовавшая в 1924—1958 годах. Административный центр — Крапивна.
Был образован 21 марта 1924 года в составе Крапивенского уезда Тульской губернии под названием Московско-Крапивенский район. 20 июня того же года Крапивенский уезд был переименован в Плавский уезд. В 1926 году Плавский уезд был упразднён и район перешёл в прямое подчинение Тульской губернии.
29 ноября 1926 года Московско-Крапивенский район был переименован в Крапивенский район.
В 1929 году Крапивенский район вошёл в Тульский округ Московской области. На тот момент в его состав входили сельсоветы: Архангельский, Башевский, Бегинский, Ботвиньевский, Голощаповский, Даниловский, Драгунский, Казачий, Кореневский, Крапивенский, Кузменский, Левенский, Малынский, Московский, Московско-Выселковский, Николо-Успенский, Новорусановский, Орловский, Переволковский, Пламя Революции, Пришненский, Проскуринский, Прудковский, Речко-Крапивенский, Селивановский, Скобичевский, Спасский, Старокрапивенский, Супрутский, Тележенский и Умченский.
После ликвидации округов в 1930 году Крапивенский район перешёл в прямое подчинение Московской области.
21 октября 1932 года из Щёкинского района в Крапивенский были переданы Захаровский, Николаевский и Потемкинский с/с. 21 июня 1934 года Николаевский с/с был возвращён в Щёкинский район.
26 сентября 1937 года Крапивенский район был отнесён к Тульской области.
1 августа 1958 года Крапивенский район был упразднён, а его территория передана в Щёкинский район.